# Parc de Bréquigny
Le parc de Bréquigny est un parc situé au sud-ouest de la ville de Rennes dans le département français d'Ille-et-Vilaine en région Bretagne. Il se situe au nord de la rocade de Rennes, au sud du quartier Bréquigny, à proximité des Chalais et du centre Alma.
Il s’étend sur 20 hectares et a été aménagé entre 1969 et 1980.
Le Blosne traverse le parc et forme un marais.
On y trouve « Il était une fois dans un pays lointain » une œuvre de l'artiste d'origine égyptienne Ghada Amer de 2007,.

## Galerie

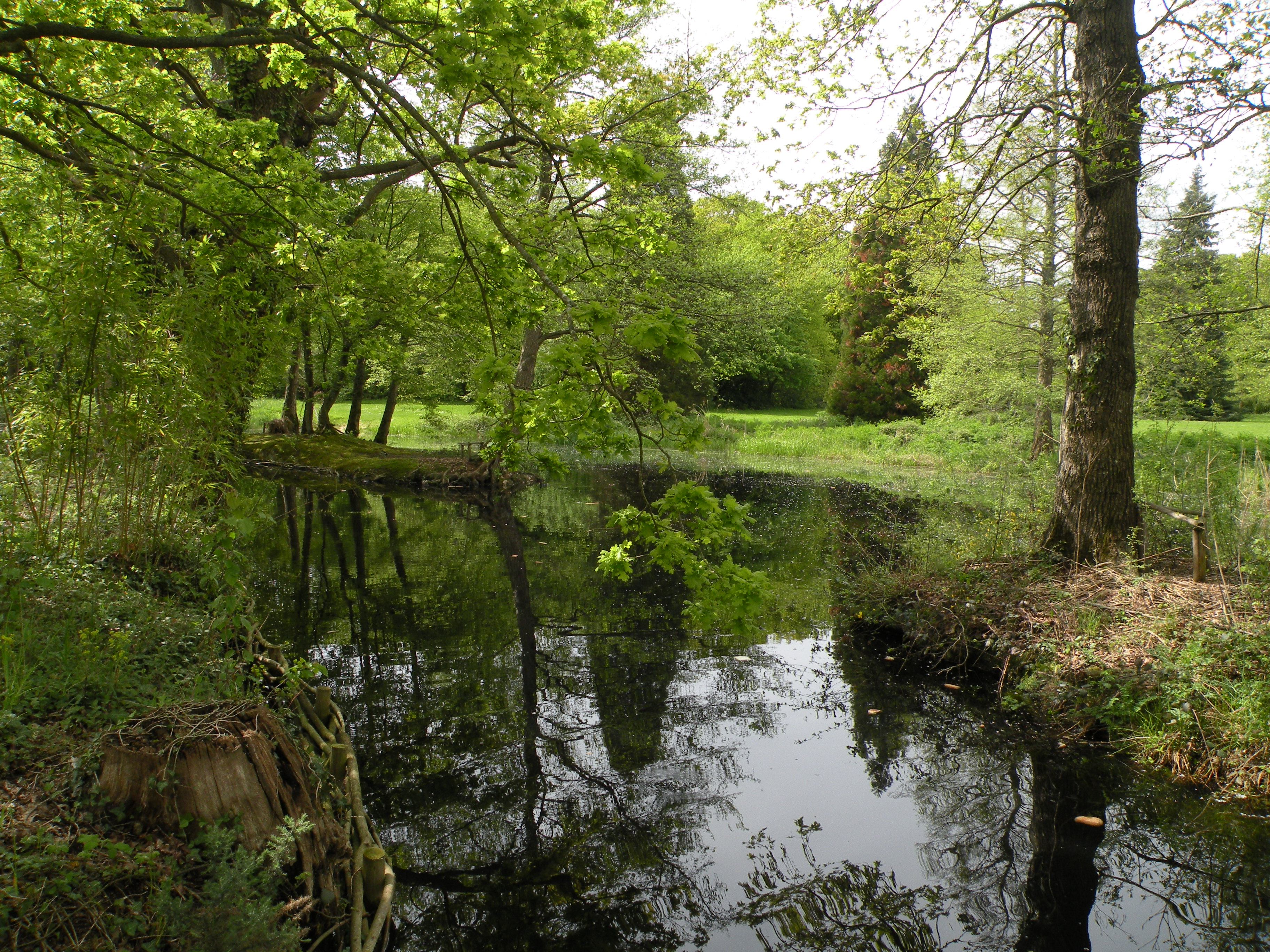
Marais
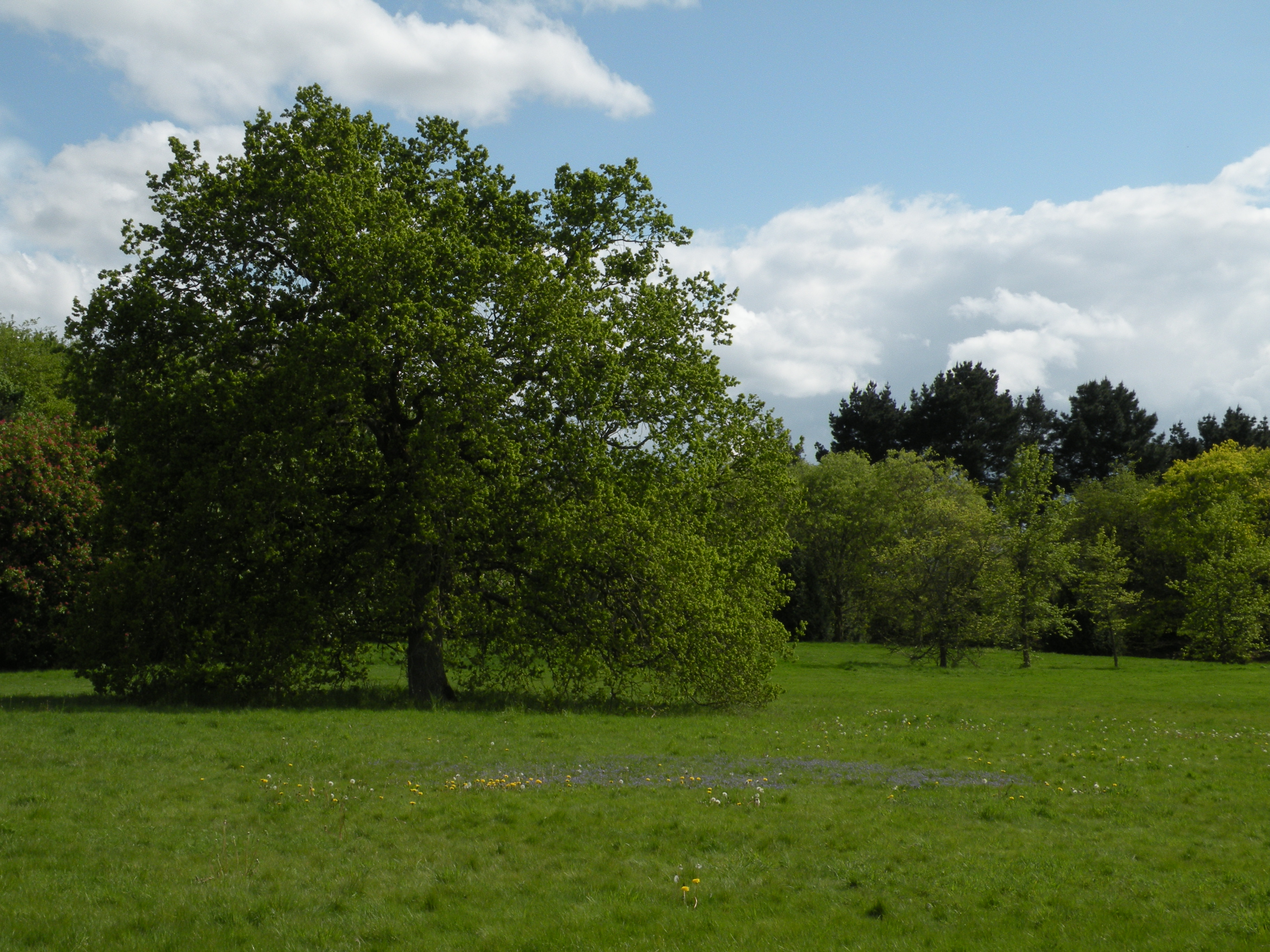
Pelouse centrale
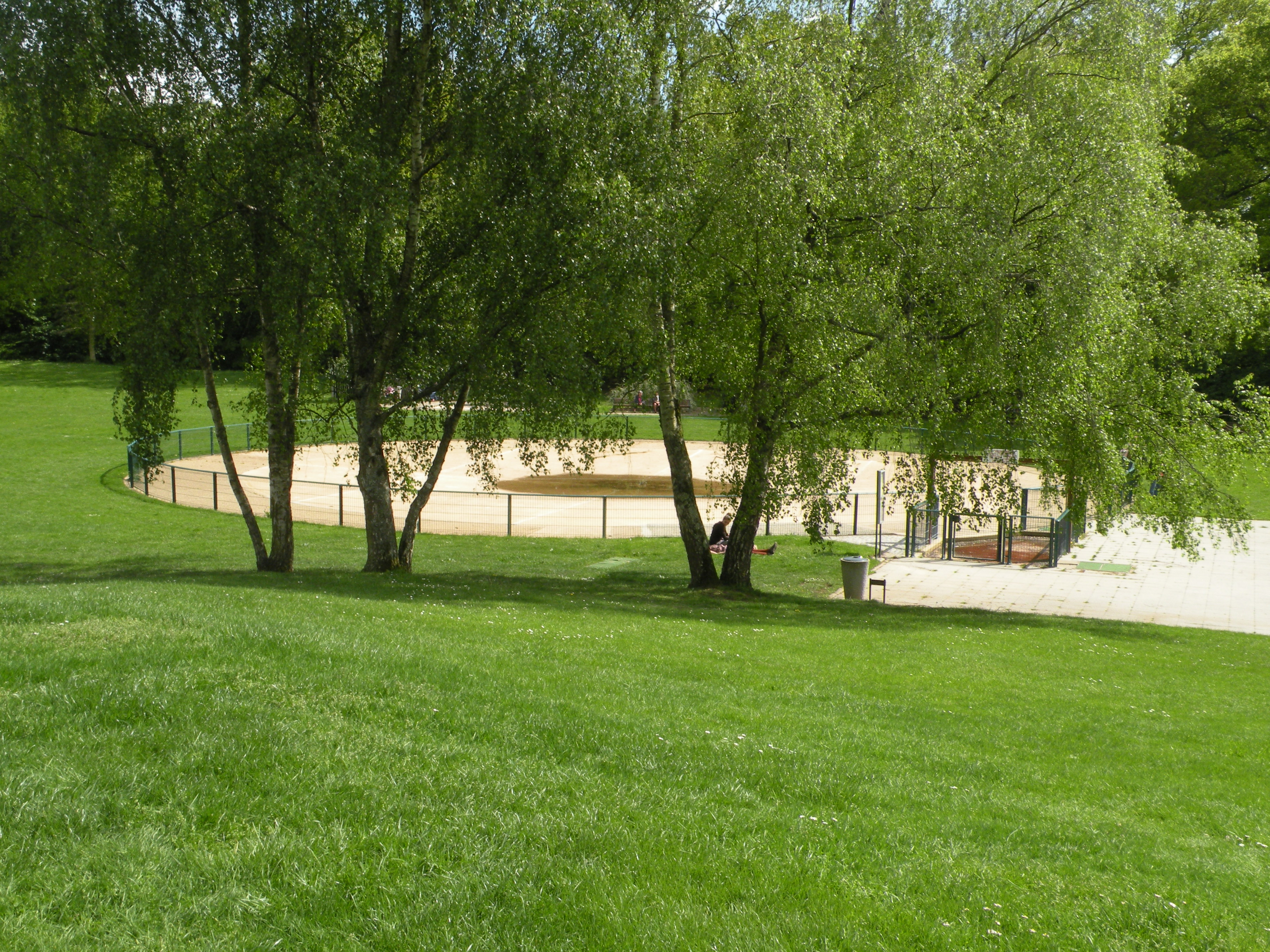
Pataugeoire
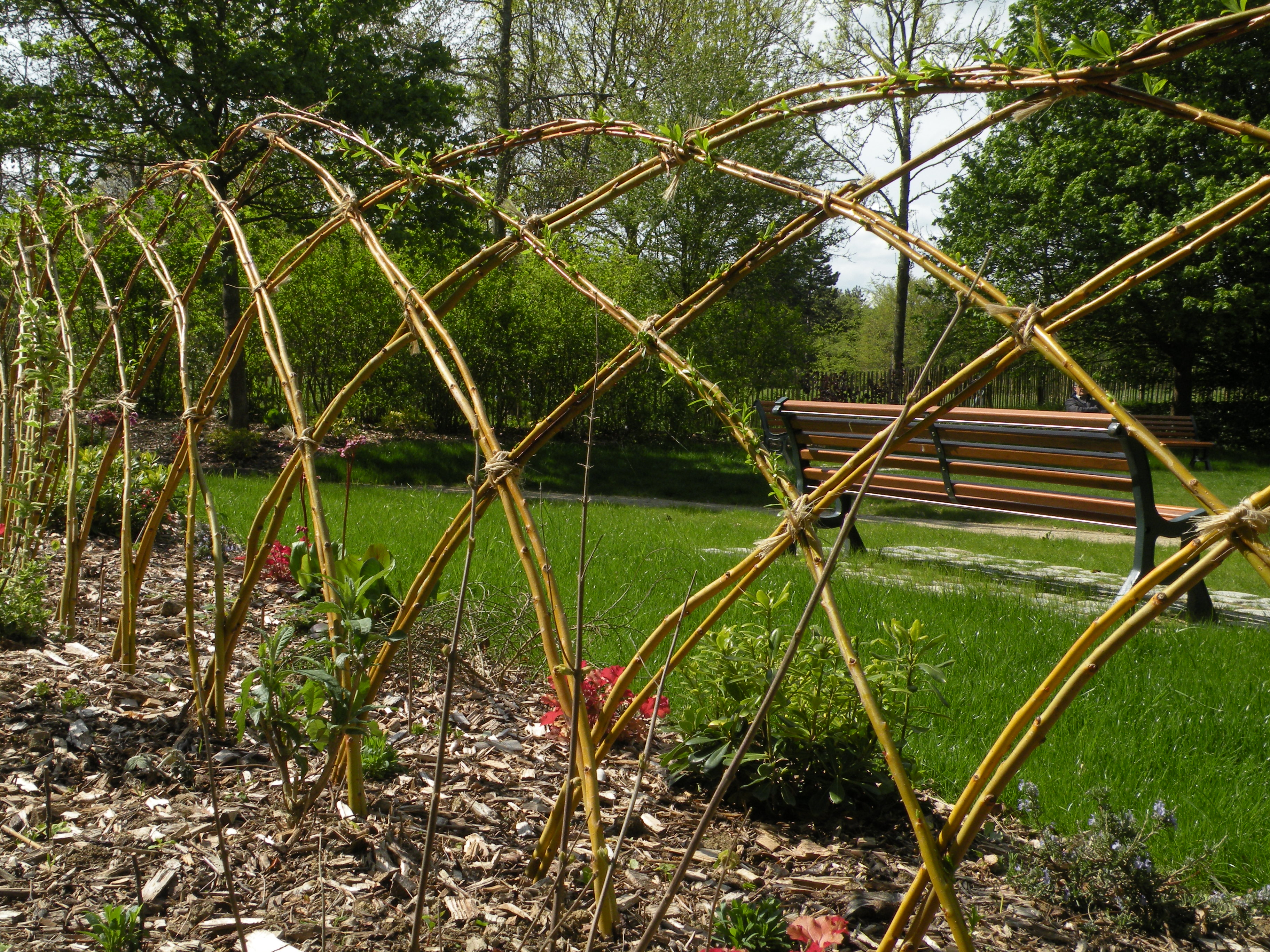
Aire de repos
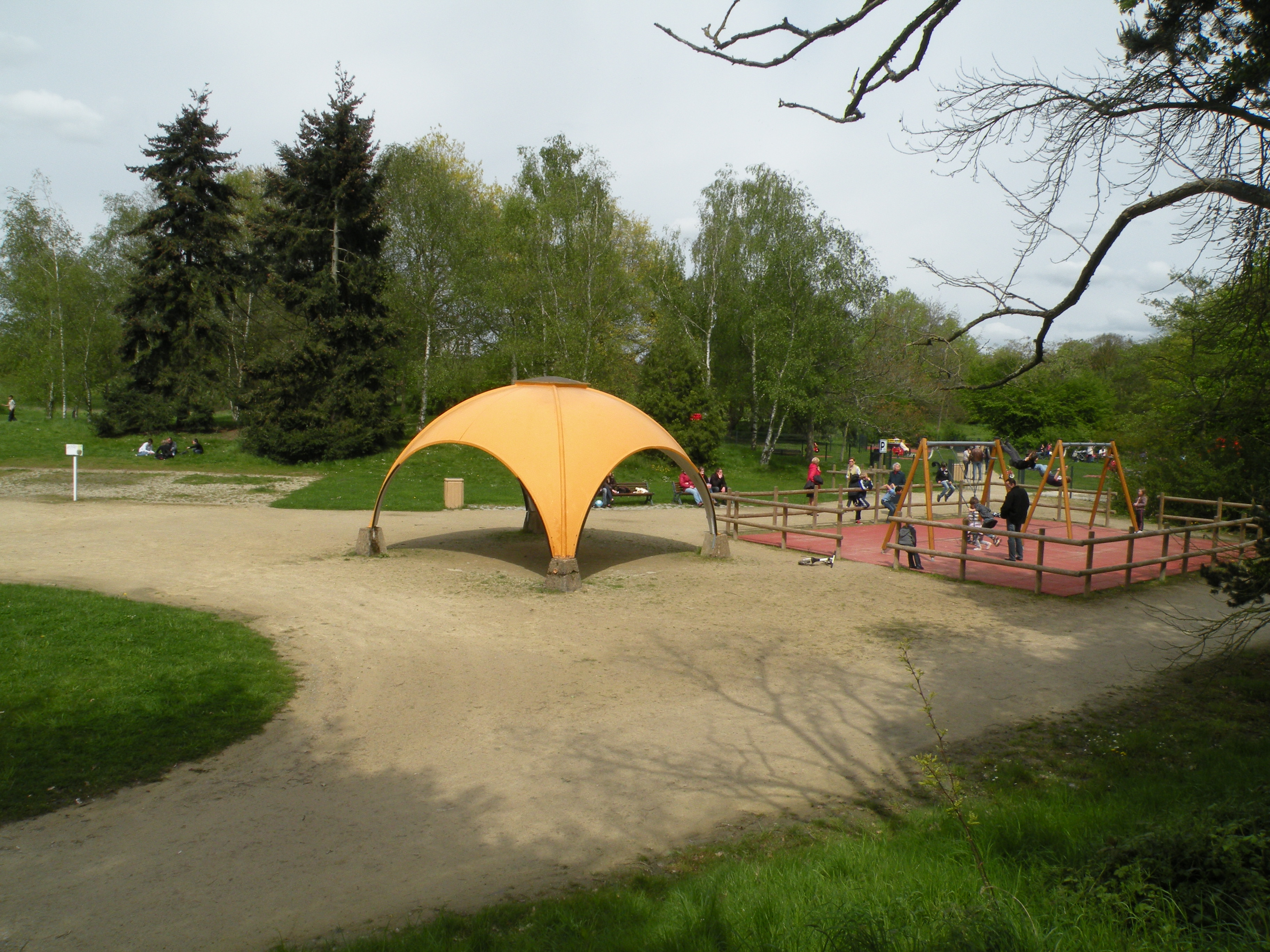
Aire de jeux